# Melanochaeta melampus
Melanochaeta melampus är en tvåvingeart som beskrevs av Becker 1912. Melanochaeta melampus ingår i släktet Melanochaeta och familjen fritflugor. Inga underarter finns listade i Catalogue of Life.